# 메인 루이스턴 하이 스쿨
메인 루이스턴 하이 스쿨(Maine Lewiston High School)은 미국 메인 주 루이스턴에 있는 공립 고등학교이다. 이 학교는 1850년 개교하였다.